# Mégrine
Mégrine (in arabo مقرين‎?) è un comune del Governatorato di Ben Arous (Tunisia).
Nel 2014 contava una popolazione di 26.964 abitanti.

## Storia
Mégrine nasce a seguito della suddivisione del Domaine de Mégrine, un fondo agricolo e viticola gestito dalla Société anonyme du domaine de Mégrine.
L'evoluzione urbana continua con la costruzione della città Lescure. Successivamente, avviene la fusione tra la storica Mégrine e la città di Lescure, che consente la creazione del comune di Mégrine il 1º luglio 1948.
È stata creata, nel 1953 ad est della città, un'altra suddivisione col nome di Sidi Rezig. Nuovi quartieri furono costruiti dopo l'indipendenza, dagli anni '60 agli anni '80, dalla National Real Estate Company of Tunisia.

## Monumenti e luoghi di interesse
- il castello: edificio più antico della città, già abitato a metà del XIX secolo, in stile arabo-andaluso e che subì diverse modifiche fino alla metà del XX secolo, grazie all'intervento del conte Foy;

- le grotte: vestigia dell'attività viticola;[3]

- chiesa di Sainte-Thérèse-de-l'Enfant-Jésus: edificio in stile art déco trasformato in un centro culturale;

- chiesa di Mégrine-Lescure: edificio in stile moderno trasformato in un asilo;

- la torre dell'acqua.